# Triplophysa dorsalis
Triplophysa dorsalis är en fiskart som först beskrevs av Kessler 1872.  Triplophysa dorsalis ingår i släktet Triplophysa och familjen grönlingsfiskar. Inga underarter finns listade i Catalogue of Life.